# プラン＝レ＝ズゥアト

プラン＝レ＝ズゥアトの紋章

プラン＝レ＝ズゥアト(Plan-les-Ouates) は、スイス連邦・ジュネーヴ州の南部に位置する基礎自治体（コミューン）。プラン・レ・ワットとも表記される。バルドネ、コンフィニョン、ランシー、オネ、ペルリー・セルトゥ、トロワネ、ヴェイリエのコミューンに囲まれている。
時計産業が盛んな地域の一つであり、同コミューン内には、世界三大高級時計メーカーに数えられるパテック・フィリップとヴァシュロン・コンスタンタンの本社があるほか、同じく名門時計メーカーであるロレックスやピアジェのアトリエなどがある。

## データ
- 面積:5.91 km²
- 人口:9605人(2008年1月)